# Оленья (река, впадает в Колозеро)
Оленья — река в Мурманской области, относится к бассейну Колы. Длина реки составляет 12 км. В административном отношении река протекает по территории сельского поселения Пушной Кольского района.
Берёт начало из небольшого озера, расположенного к юго-западу от горы Веже-Тундра. Течёт в целом в юго-восточном направлении. Протекает через озёра Оленье, Глубокое и Сухое. Впадает в северо-западную часть озера Колозеро, из которого вытекает река Кола. Высота устья — 140 метров над уровнем моря. Населённых пунктов на берегах реки нет.